# ريتشارد ويليام سكوت
ريتشارد ويليام سكوت (بالإنجليزية: Richard William Scott) هو محامي وسياسي كندي، ولد في 24 فبراير 1825 في كندا، وتوفي في 23 أبريل 1913 في أوتاوا في كندا. حزبياً، نشط في الحزب الليبرالي الكندي. وقد انتخب عضو برلمان مقاطعة أونتاريو وانتخب عضو مجلس الشيوخ الكندي وانتخب عمدة أوتاوا ‏ (1852 – 1852).